# 조 보텀
조지프 헨리 보텀(Joseph Henry Bottum, 1903년 8월 7일 ~ 1984년 7월 4일)은 미국의 정치인이자, 제27대 사우스다코타 부지사, 제87대 미국 사우스다코타 상원의원이다.

## 생애
보텀은 사우스다코타주 포크턴에서 태어나 포크턴 공립학교에서 교육을 받았다. 그의 외할아버지 헨리 씨 바텀은 위스콘신 주 의회 의원이었고, 외할아버지 다리우스 S 스미스는 사우스다코타 주 상원 의원이었으며, 아버지 조셉 H. 바텀도 사우스다코타 주 상원 의원이었다. 그는 요크턴 대학교와 사우스다코타 대학교(1920-1921)를 다녔다. 1927년 버밀리언에 있는 사우스다코타 대학교 로스쿨을 졸업했다. 1927년 변호사 자격을 취득하고 미네소타주 세인트폴에서 변호사로 활동하기 시작했으며, 이후 사우스다코타주 포크턴에서 변호사로 활동했다. 포크턴에서 변호사 활동을 시작한 직후인 1932년 포크 카운티 검사로 선출되어 1934년 재선에 성공했다. 1937년 국세청장으로 임명되었다. 1942년 보텀은 주지사 선거에 출마했다가 공화당 예비선거에서 머렐 Q. 샤프에게 패배했다. 보텀은 1943년 주 정부에서 사임하여 경제전쟁위원회 위원직을 수락했다. 1944년 보텀은 이사회에서 사임하고 페닝턴 카운티 주 검사에 성공적으로 출마했다. 1946년 재선되었다. 1948년 보텀은 사우스다코타주 공화당 의장으로 선출되었다. 1950년 보텀은 사우스다코타주 제2선거구 하원의원 선거에 출마했지만 공화당 예비선거에서 엘리스 베리에게 패배했다. 1960년 사우스다코타주 부지사로 선출되어 1961년부터 1962년까지 아치 M. 거브루드 주지사 행정부에서 근무했다. 1962년 미국 상원의원 프랜시스 H. 케이스가 사망한 후 구브루드 주지사는 케이스의 남은 임기 동안 상원의원으로 임명했다. 이와는 별도로 주 공화당은 1962년 미국 하원의원 선거에서 그를 후임으로 지명했다. 1911년부터 1942년까지 사우스다코타주 포크턴의 순회 판사였던 조셉 헨리 바텀 시니어(1853–1946)의 아들인 바텀은 아버지를 따라 법원에 출석하여 1965년부터 1980년까지 사우스다코타에서 순회 판사로 재직했다. 그가 주재한 재판 중에는 당시 법무장관이었던 빌 얀클로가 아메리카 원주민 활동가 러셀 메이스를 기소한 논란의 여지가 있는 사건도 있었다. 보텀은 사망할 때까지 사우스다코타주 라피드 시티에 살았다. 그는 라피드 시티의 파인 론 묘지에 안장되어 있다.

## 학력
- 사우스다코타 대학교 법학대학원

## 경력
- 1961.01 ~ 1962.07 제27대 사우스다코타 부지사
- 1962.07 ~ 1963.01 제87대 미국 사우스다코타 연방상원의원

## 역대 선거 결과
| 선거명      | 직책명                        | 대수 | 정당   | 득표율 | 득표수    | 결과 | 당락                     |
| ----------- | ----------------------------- | ---- | ------ | ------ | --------- | ---- | ------------------------ |
| 1960년 선거 | 사우스다코타 부지사           | 27대 | 공화당 | 51.27% | 153,083표 | 1위  | 사우스다코타 부지사 당선 |
| 1962년 선거 | 상원의원 (사우스다코타 제3부) | 88대 | 공화당 | 49.88% | 126,861표 | 2위  | 낙선                     |